# Episodi di CSI: NY (nona stagione)
La nona e ultima stagione della serie televisiva CSI: NY è stata trasmessa in prima visione assoluta negli Stati Uniti d'America da CBS dal 28 settembre 2012 al 22 febbraio 2013.
L'episodio 15, Seth e Apep, costituisce la seconda parte di un crossover con CSI - Scena del crimine, iniziato nel tredicesimo episodio della tredicesima stagione di tale serie, intitolato In vino veritas.
In Italia, la nona stagione è stata trasmessa dal 17 ottobre 2013 al 21 gennaio 2014 sul canale terrestre Italia 1.
L'episodio 15, crossover con CSI - Scena del crimine, è stato trasmesso in anteprima su Fox Crime il 30 maggio 2013, dopo l'altro episodio del crossover, mentre in chiaro entrambi gli episodi sono stati trasmessi il 14 gennaio 2014 sempre su Italia 1.
| nº | Titolo originale       | Titolo italiano    | Prima TV USA      | Prima TV Italia  |
| -- | ---------------------- | ------------------ | ----------------- | ---------------- |
| 1  | Reignited              | Il piromane        | 28 settembre 2012 | 17 ottobre 2013  |
| 2  | Where There's Smoke... | Il fuoco dentro    | 5 ottobre 2012    | 24 ottobre 2013  |
| 3  | 2,918 Miles            | 2.918 miglia       | 12 ottobre 2012   | 31 ottobre 2013  |
| 4  | Unspoken               | Senza parole       | 19 ottobre 2012   | 7 novembre 2013  |
| 5  | Misconceptions         | Convinzioni errate | 26 ottobre 2012   | 14 novembre 2013 |
| 6  | The Lady in the Lake   | La donna nel lago  | 2 novembre 2012   | 21 novembre 2013 |
| 7  | Clue: SI               | Gioco perverso     | 9 novembre 2012   | 28 novembre 2013 |
| 8  | Late Admission         | Test di ammissione | 16 novembre 2012  | 5 dicembre 2013  |
| 9  | Blood Out              | Dissanguato        | 30 novembre 2012  | 12 dicembre 2013 |
| 10 | The Real McCoy         | Il socio sbagliato | 7 dicembre 2012   | 19 dicembre 2013 |
| 11 | Command+P              | Stampante 3D       | 4 gennaio 2013    | 2 gennaio 2014   |
| 12 | Civilized Lies         | Bugie bianche      | 11 gennaio 2013   | 7 gennaio 2014   |
| 13 | Nine Thirteen          | Novecentotredici   | 18 gennaio 2013   | 7 gennaio 2014   |
| 14 | White Gold             | Oro bianco         | 1º febbraio 2013  | 14 gennaio 2014  |
| 15 | Seth and Apep          | Seth e Apep        | 8 febbraio 2013   | 30 maggio 2013   |
| 16 | Blood Actually         | Amore e sangue     | 15 febbraio 2013  | 21 gennaio 2014  |
| 17 | Today is Life          | La vita è oggi     | 22 febbraio 2013  | 21 gennaio 2014  |

## Il piromane
- Titolo originale: Reignited
- Diretto da: Jeff. T. Thomas
- Scritto da: Zachary Reiter e John Dove

### Trama
Un caposquadra dei vigili del fuoco, amico di Mac, muore in un incendio. Dal momento che il fuoco sembra sia stato appiccato secondo i metodi di un piromane uscito di recente di prigione.
- Guest star: Rob Morrow
- Altri interpreti: Megan Dodds, Josh Emerson, Louis Herthum, Scott Subiono, Mageina Tovah

## Il fuoco dentro
- Titolo originale: Where There's Smoke...
- Diretto da: Skipp Sudduth
- Scritto da: Adam Targum e Sarah Byrd

### Trama
Il piromane Leonard Brooks è di nuovo in azione, e sta usando il fuoco per colpire persone del suo passato con cui ha conti in sospeso. La squadra deve impedire che porti a compimento la sua letale "missione".
- Guest star: Rob Morrow
- Altri interpreti: Natalie Martinez, Cara Pifko

## 2.918 miglia
- Titolo originale: 2,918 Miles
- Diretto da: Vikki Williams
- Scritto da: Trey Callaway

### Trama
L'indagine su un delitto avvenuto sul Ponte di Brooklyn conduce Mac e Jo a San Francisco, alla ricerca di una ragazza di sedici anni che potrebbe anche essere già morta.
- Guest star: Peter Horton
- Altri interpreti: Natalie Martinez, Sydney Park, Blake Robbins, Christina Scherer, Trent Garrett, Rebecca Lowman

## Senza parole
- Titolo originale: Unspoken
- Diretto da: Duane Clark
- Scritto da: Pam Veasey

### Trama
Durante una manifestazione politica qualcuno tenta di uccidere il candidato: nella sparatoria Lindsay viene ferita. La squadra parte a caccia del colpevole, e le conseguenze saranno letali per un innocente.
- Guest star: Neal McDonough
- Altri interpreti: Jeff Hephner, John Cothran Jr., Sara Mornell, Terrell Ransom Jr., Jenna Ortega

## Convinzioni errate
- Titolo originale: Misconceptions
- Diretto da: Nathan Hope
- Scritto da: John Dove

### Trama
Un uomo, sospettato di aver rapito un bambino venti anni prima, torna nel suo vecchio quartiere e viene ucciso. La squadra indaga sul delitto, riaprendo anche il vecchio caso mai risolto.
- Guest star: Natalie Martinez
- Altri interpreti: Megan Dodds, Kathleen Munroe, Meredith Monroe, Jamie McShane, Alex Carter, Zack Ward, Brooklyn McLinn, Elaine Kagan, Karina Logue

## La donna nel lago
- Titolo originale: The Lady in the Lake
- Diretto da: Oz Scott
- Scritto da: Steven Lilien e Bryan Wynbrandt

### Trama
Mentre sono alla ricerca di una pistola, prova determinante in un caso, gli uomini di Mac si imbattono nel corpo di una donna, sul fondo del laghetto di Central Park.
- Altri interpreti: Alexis Apple, Alex Ashbaugh, Kathleen York, Madeleine Hamer, Niko Nicotera, Tayler Buck

## Gioco perverso
- Titolo originale: Clue: SI
- Diretto da: Scott White
- Scritto da: David Hoselton

### Trama
La squadra indaga su una serie di omicidi e scopre che le vittime, i luoghi dove vengono lasciate e anche le armi si ispirano ad un famoso gioco da tavolo: il killer è un folle, ma la sua prevedibilità potrebbe incastrarlo.
- Guest star: Natalie Martinez
- Altri interpreti: Megan Dodds, Benjamin Ciaramello, Jake Thomas, Joe Nieves, Tara Summers

## Test di ammissione
- Titolo originale: Late Admission
- Diretto da: Rob Bailey
- Scritto da: Zachary Reiter

### Trama
L'indagine sulla misteriosa morte di uno studente della scuola superiore conduce il team nel mondo delle droghe che migliorano le prestazioni. Intanto Lindsay è costretta ad affrontare una pagina dolorosa del suo passato.
- Altri interpreti: Gareth Williams, Mark Moses, James Read, Michael Welch, Abby Pivaronas, Bobby Hosea, John Bain, Jadin Gould

## Dissanguato
- Titolo originale: Blood Out
- Diretto da: Sam Hill
- Scritto da: Adam Targum

### Trama
La squadra indaga sull'omicidio di un membro di una gang latinoamericana, Benny Madera, trovato orribilmente mutilato. Le indagini mostreranno un inaspettato collegamento con la nuova partner di Flack, il detective Lovato.
- Altri interpreti: Natalie Martinez, David Fumero, Juan Gabriel Pareja, Jorge-Luis Pallo
- Special Guest: Bill Smitrovich

## Il socio sbagliato
- Titolo originale: The Real McCoy
- Diretto da: Matt Earl Beesley
- Scritto da: Sarah Byrd

### Trama
La squadra si occupa di trovare l'assassino di un uomo, co-proprietario di un bar piuttosto famoso. Intanto Adam deve occuparsi del suo anziano padre malato, e di alcuni fantasmi del passato.
- Altri interpreti: Megan Dodds, Christine Lakin, Jake Sandvig, James Handy, Mac Brandt, Melissa Fumero, Michael Filipowich, T.J. Linnard

## Stampante 3D
- Titolo originale: Command+P
- Diretto da: Howie Deutch
- Scritto da: Trey Callaway

### Trama
Due persone vengono uccise a colpi di pistola. La squadra scopre che l'arma del delitto è stata "stampata" da una stampante tridimensionale. Intanto Jo indaga su un misterioso filantropo che distribuisce milioni di dollari a caso in città.
- Altri interpreti: Natalie Martinez, Jeff Branson, Stephen Snedden

## Bugie bianche
- Titolo originale: Civilized Lies
- Diretto da: Jerry Levine
- Scritto da: John Dove

### Trama
Un ufficiale di polizia viene ucciso durante una rapina: il caso è particolarmente complicato da risolvere, dato che l'unico testimone che era presente sulla scena del delitto sembra davvero poco attendibile.
- Altri interpreti: Natalie Martinez, Chris Brochu, Kris Lemche, Grant Harvey

## Novecentotredici
- Titolo originale: Nine Thirteen
- Diretto da: Pam Veasey
- Scritto da: Pam Veasey e David Fallon

### Trama
La squadra è chiamata a scoprire l'identità di un borseggiatore morto cadendo da una finestra sopra una vettura. Jo riceve intanto la visita di un uomo che ha delle notizie sconvolgenti sulla morte di sua sorella.
- Altri interpreti: Natalie Martinez, Johann Urb, Laura Vandervoort, Robert Baker

## Oro bianco
- Titolo originale: White Gold
- Diretto da: Alex Zakrzewski
- Scritto da: David Hoselton

### Trama
Il commesso di una pizzeria viene ucciso durante una consegna e il pacco che portava viene rubato. La squadra deve innanzitutto capire a cosa puntasse veramente chi ha colpito l'innocua vittima.
- Altri interpreti: Natalie Martinez, Daniel Roebuck, Leif Gantvoort, Myk Watford, Shayla Beesley, Teo Olivares

## Seth e Apep
- Titolo originale: Seth and Apep
- Diretto da: Eric Laneuville
- Scritto da: Steven Lilien e Bryan Wynbrandt

### Trama
D.B. Russell, della squadra CSI di Las Vegas, accorre a New York per aiutare Mac a ritrovare la sua ragazza Christine, sparita proprio da Las Vegas poco tempo prima.
- Guest star: Ted Danson, Navid Negahban, Megan Dodds, Natalie Martinez
- Altri interpreti: Kirk Acevedo, Farshad Farahat, Tehmina Sunny

## Amore e sangue
- Titolo originale: Blood Actually
- Diretto da: Christine Moore
- Scritto da: Adam Targum

### Trama
La squadra è chiamata a risolvere tre differenti omicidi, tutti commessi il giorno di San Valentino, tutti per ragioni legati alla passione. Non è facile per gli agenti festeggiare personalmente quel giorno speciale, a questo punto.
- Guest star: Megan Dodds, Natalie Martinez
- Altri interpreti: Josh Groban, Sydney Park, Amy Gumenick, Georgie Flores, Omar J. Dorsey, Shanna Collins, Wayne Bastrup

## La vita è oggi
- Titolo originale: Today is Life
- Diretto da: Allison Liddi-Brown
- Scritto da: Zachary Reiter e John Dove

### Trama
Un agente di polizia è accusato di aver ucciso un uomo di colore disarmato: un gruppo di manifestanti irrompe al distretto per protestare contro la polizia e i suoi metodi brutali. Mac e Flack finiscono in mezzo al caos.
- Guest star: Megan Dodds, Natalie Martinez
- Altri interpreti: Hope Olaidé Wilson, Linda Elena Tovar, Patrick Mulvey, Paul James, Robert Ri'chard